# Naruto Uzumaki
Naruto Uzumaki (うずまき ナルト Uzumaki Naruto)  er en fiktiv person i manga – og animeserien Naruto af Masashi Kishimoto, som er 12 år. Naruto er hovedpersonen i serien, han er en teenage ninja fra den fiktive by Konohagakure. Landsbybeboerne afskyr Naruto på grund af den Nihalede Ræv—et ondsindet monster der angreb Konohagakure—der er forseglet i hans krop. For at blive anerkendt, stræber Naruto efter at blive landsbyens leder, Hokagen. Efter eksamen bliver han genin, og kommer på hold med Sasuke Uchiha og Sakura Haruno, der sammen bliver trænet af Jouninen, Kakashi Hatake.

## Historie

### Barndom
Naruto blev født lige før den nihalede ræv slog til mod byen og dræbte hans far, Minato Namikaze, der var hokage i byen Konohagakure (Konoha). Ræven blev beseglet i Naruto af hokagen, og eftersom ræven har dræbt mange shinobier fra byen ses Naruto som et udskud, hvilket gør ham meget upopulær hos alle, både børn og voksne. Senere blev han dog venner med hans sensei (lærer) Iruka Umino, som også er forældreløs og har haft en lignende barndom. At Naruto blev behandlet som et monster, gav ham drømmen om at blive Hokage, landsbyens bedste ninja, så folk ville begynde at respektere ham.
På ninjaakademiet var han den dårligste til at udfører jutsuer i klassen. Da han dumper til eksamen (for 3. gang, er han villig til at gøre alt for at bestå, og stjæler, i tro om at han vil bestå eksamen, en skriftrulle med forbudte jutsu'er fra hokagen til Mizuki (den ene af eksaminatorne). Naruto når at lære jutsuen Kage Bunshin, og delvis med hjælp fra den nihalede ræv's kræfter lykkes dem ham at fremkalde en enorm mængde skyggekloner på én gang for et beskytte Iruka fra Mizuki. Da han derefter får at vide, at han er Kyuubien (den nihalede ræv, der var tæt på at ødelægge hele byen) og Mizuki vil dræbe Iruka Umino (Naruto's lærer), bliver Naruto helt ude af sig selv og bruger sin nye jutsu til at overvinde Mizuki. Ud fra hans præstation med skyggeklonerne for at beskytte sin sensei (lærer) får han tilkendt sit pandebånd, eller bevis på at han har bestået eksamen.

### Som Shinobi
Senere bliver han sat på hold med Sasuke Uchiha og Sakura Haruno, der under deres sensei, Kakashi Hatake, som "Hold 7"  og bliver taget med på missioner, bl.a. til en by, hvor de skal beskytte en brobygger ved navn Tazuna. Brobyggeren er vigtig for en by der ligger på en ø for den bro han har tænkt sig at bygge vil give deres fattige land en god sum penge. men da ninjaen Zabuza Momochi ønsker brobyggeren død møder de kamp til stregen. Her kæmper hele holdet for deres liv, indtil Sasuke ligger på kanten til døden. Naruto bliver så rasende at hans Kyuubi er ved at bryde løs og det giver Naruto en stor mængde chakra – nok til at besejre Zabuza's lærling, Haku. I forvirringen afslutter Kakashi kampen hvorefter hold 7 kan drage tilbage til Konoha.

## Personlighed
Det mest genkendelige ved Naruto er, at han altid har høj cigarføring og han altid har en bemærkning til alting. Da de skulle forestille at gemme sig i starten af en duel mod Kakashi Hatake, stiller Naruto sig åbent frem og råber Kakashi an.
Derudover er Naruto utroligt nysgerrig og når først han har sat sig et mål, så skal det nåes. Han forsøger f.eks. at se Kakakshi's ansigt i anime serien, afsnit 101, hvor han sammen med Sasuke og Sakura gang på gang fejler, men uden at give op.
Herudover har Naruto også en "romantisk" side, der forsøger at score Sakura, selvom hun foragter Naruto og kun ser noget i Sasuke. I starten af Naruto Shippuden forstår Naruto ikke alle de signaler som Sakura sender til ham og han ender ud med at skuffe hende dybt.
Det skal også nævnes, at Hinata Hyuga er helt vild med Naruto, hvilket han heller ikke forstår.

## Evner
Naruto's mest kendte jutsu er "skygge kloner", (Kage Bunshin no jutsu) som han laver i tusindvis. Det er kopier af ham selv, hvor hver klon får en mindre portion af Naruto's chakra. Derefter fungerer de også som kloner af Naruto og opfører sig derefter. De forsvinder dog når de bliver hårdt ramt.
Ud over skyggeklon jutsuen har Naruto også fået lært Rasengan, af Jiraiya, som bliver hans sensei i en kort periode (Lidt over 3 år). Rasengan foregår ved at Naruto fokuserer en masse chakra i sin håndflade og får det til at roterer om sig selv ved en enorm hastighed. Når denne jutsu bliver påført en modstander vil den roterende energi bliver overført i personen og blive hårdt skadet. Naruto lærer senere flere jutsuer samt mestre senjutsu. Han lærer at styre den nihalede ræv (Kurama).

## Familie
Hans far var byens fjerde Hokage, og hed Minato Nemikeze. Hans mor som også er død hed Kushina Uzumaki, det er hende som Naruto ligner selvom Naruto har fået sin fars hårfarve.
Naruto har også en gudfar, som er Jiraya, en af de tre omsagnspunde – som han er sammen med Tsunade (som senere bliver den femte Hokage) og Orochimaru (som bliver dræbt af Sasuke i bind 38) -, som er kendt for at skrive sine historier Icha Icha Paradise som Narutos sensei, Kakashi Hatake, sidder og læser meget tit.
Naruto ser sådan på det at alle hans venner er hans familie, og han vil beskytte dem alle sammen – det gør ham til en meget kærlig person, som dog også kan tænke på sig selv.
I en af de nyeste bind møder Naruto sin far da han er lige ved at undslippe den 9 halede ræv fra det fængsel han er inde i Narutos krop. Narutos far når lige at stoppe naruto og fortæller ham at det var ham der besejlede den nihalede ræv i ham. Naruto bliver først sur og ked af det over at han kunne finde på at besejle den nihalede  ræv i sin egen søn men til giver ham det da han forstår det bedre. Det skal siges at narutos far Minato* er død og det er heller ikke som sådan minato* han møder men bare en del af ham som Minato* har besejlet i narutos krop som skal forhindre ham i at lukke den nihalede  ræv ud.
- Minato er bedre kendt som den 4 hokage også kendt som konahas gule lyn